# Жабниця (Брезовиця)
Жабниця (словен. Žabnica) — поселення в общині Брезовиця, Осреднєсловенський регіон, Словенія. Висота над рівнем моря: 290,9 м.